# Общественные взгляды на интеллектуальную собственность

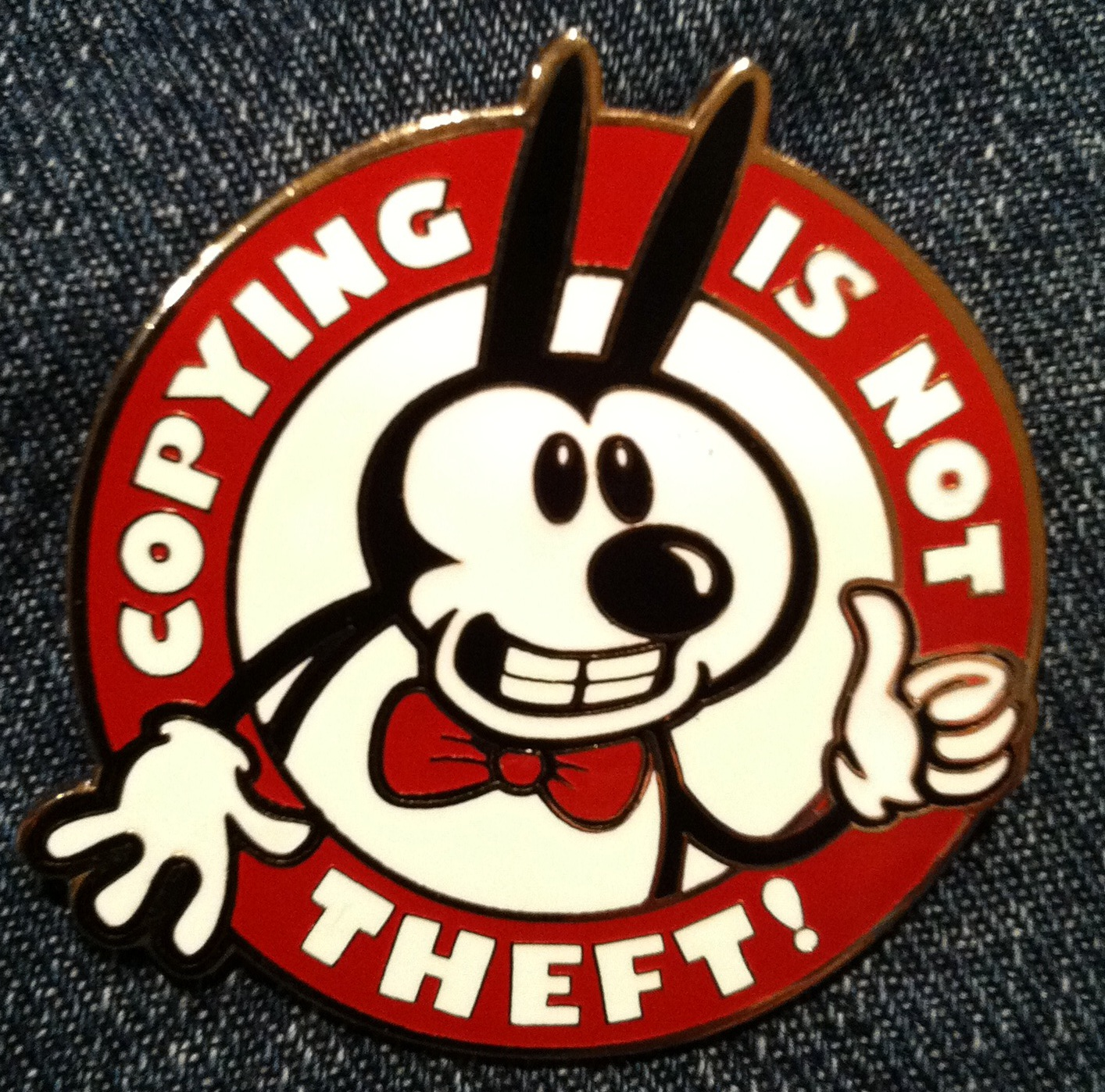
Значок «Копирование не кража!» Персонаж на картинке похож на Микки-Мауса, символизирующего всё большее увеличение сроков действия исключительных прав

Общественные взгляды на интеллектуальную собственность включают в себя как положительные критические замечания, так и негативные оценки интеллектуальной собственности.
Критики термина «интеллектуальная собственность» утверждают, что возросшее употребление такой терминологии совпало с общим переходом от представления об авторском и патентном праве как о конкретных законодательных инструментах призванных способствовать общему благу, к представлению об идеях как о неприкосновенной собственности, предоставленной естественным правом. Терминологический сдвиг совпал с использованием уничижительных терминов про несоблюдение авторских прав, таких как «пиратство» и «воровство».
Ряд критиков интеллектуальной собственности, в частности Движение свободной культуры, характеризуют её как интеллектуальный протекционизм, интеллектуальную монополию или как гарантированную государством монополию, и считают, что общественные интересы нарушаются протекционистским законодательством, таким как расширение авторского права, патентами на программное обеспечение и промышленными патентами.
Критика идеи интеллектуальной собственности была сформулирована Эбеном Могленом в dotCommunist Manifesto:
Общество стоит перед простым фактом, что, когда каждый может обладать любым интеллектуальным трудом для искусства или для полезности - пожиная все человеческие ценности каждого увеличения знаний - при тех же затратах, что любой человек может обладать ими, - аморально ограничивать это. Если Рим обладал властью, чтобы накормить всех обильно не дороже того что у Цезаря на столе, народ сверг бы Цезаря силой, если бы кто-нибудь остался голодным. Но буржуазная система собственности требует, чтобы знания и культура были распределены по способности платить за них.
Моглен, Эбен dotCommunist Manifesto
Некоторые критики отвергают понятие интеллектуальной собственности полностью. Ричард Столлман утверждает, что «термин систематически искажает и смешивает эти проблемы, и его использование способствовало и способствует тем, кто выигрывает от этой путаницы… (он) действует как огульное сваливание в кучу разнородных законов.. (которые) возникли по отдельности, развивались по-разному, покрывают разные виды деятельности, имеют разные правила, и поднимают разные вопросы государственной политики». Эти критики отстаивают описание авторских прав, патентов и торговых марок раздельно друг от друга, и предостерегают от объединения разрозненных законов в собирательный термин.
В 2004 году Всемирная организация интеллектуальной собственности (ВОИС) была подвергнута критике в Женевской декларации о будущем Всемирной организации интеллектуальной собственности, в которой утверждается, что ВОИС должна «уделять больше внимания потребностям развивающихся стран, и рассматривать интеллектуальную собственность как один из многих инструментов для развития — не заканчиваясь на ней самой.»

## Обзор
В странах англо-саксонского права это было исторически сделано для предоставления блага королевским фаворитам в форме патентных грамот (с некоторыми преимуществами для общества, так как зачастую эти блага были лишь предпосылками до того, как торговец начнёт производство). Страны с писаными конституциями (страны романо-германской системы) обычно наделяют правительства правом предоставлять такие монополии или иным способом обеспечить защиту нематериальной собственности. Например, в статья 1, раздел 8, п. 8 Конституции США предоставляет конгрессу право «распространять прогресс в науке и полезном искусстве, закрепляя на определённое время за авторами и изобретателями исключительные права на их сочинения и открытия».
Использование термина «интеллектуальная собственность» часто основывается на таких соображениях, как «проблема безбилетника» или рационально объясняется проблематизацией того факта, что владельцы компьютеров имеют возможность производить и распространять идеальные копии цифровых работ. Сторонники термина, как правило, направляют политику исключительных прав на интеллектуальную собственность по принципу установления им цены, стимулируя авторов и изобретателей предоставлением им права взимать плату с тех, кто желает производить их изобретения или опубликовать их выразительные работы. Аналитика по этому вопросу, как правило, упускает из виду и даже пытается опровергнуть тот факт, что опубликованная информация по своей сути свободна, и что на самом деле смысл исключительных прав — это поощрять публикование, предоставление информации общественности: объекты исключительных прав являются неконкурентными благами, и права направлены против их несоздания, а не чрезмерного использования; для таких благ актуальна не трагедия общин, а трагедия антиобщин.
Согласно экономическим исследованиям, льготы, выделенные для патентных прав, иногда служили общественно полезным целям (и способствовали инновациям), гарантируя, что тот, кто, скажем, 10 лет пребывал в нищете, в то время как он из всех сил пытается разработать вулканизированную резину или работоспособный пароход, смог бы окупить свои затраты времени и сил. Пользуясь монополистическим положением, изобретатель может взимать плату с тех, кто хотел производить копии его изобретения. Если установить плату слишком высокой, другие просто попытаются создать конкурирующее изобретение, но установив плату достаточно низкой, можно хорошо жить за счёт отчислений.
В последние годы идея общественной полезности была преуменьшена в пользу идеи, что основная цель исключительных прав — приносить прибыль правообладателю, даже если это вредит интересам общества в целом (при этом исключения вроде «добросовестного использования» иногда рассматриваются как угроза издательскому бизнесу), и это обстоятельство навлекло множество оппонентов (Лоуренс Лессиг, Джеймс Бойл, Уильям Патри). Формулировка в Конституции США, как отмечалось выше, явно говорит об общественных интересах.
Права интеллектуальной собственности имеют ряд ограничений, включая ограничение сроков и ряд других соображений (например, нарушающие основные права, или если есть установленные законом или статутами положения о добросовестном использовании объектов авторского права). Некоторые уподобляют эти соображения общественным сервитутам, так как они предоставляют обществу определенные права, которые считаются существенными. Разные государства могут иметь малозаметные или значительные различия в объёме или защите, а также разрешенных видах использования различных типов интеллектуальной собственности. Добросовестное использование в одной стране запросто может быть незаконным в другой.
Авторы и изобретатели осуществляют определённые права, и «собственностью», упомянутой в выражении «интеллектуальная собственность» является право, а не само произведение или изобретение. Патент может быть продан и куплен, но изобретение, которое он охватывает, не является находящимся в собственности вообще. Это одна из многих причин, по которой некоторые считают термин «интеллектуальная собственность» ложным. Использование, например, термина «интеллектуальная монополия» вместо него подразумевает, что так называемая «интеллектуальная собственность» — это фактически предоставленная государством монополия на определенные виды деятельности. Другие возражают против такого использования, потому что оно по-прежнему поддерживает понятие «естественного права», а не признаёт, что такое «право» является всего лишь законом (статутом), и лишь только он характеризует их как «собственность», а не устраняет предпосылки собственности. Иной подход состоит в том, чтобы не использовать подобный общий термин вообще из‑за фундаментальных различий в природе авторского права, патентного права и законодательства по товарным знакам, а говорить о конкретном из них или использовать термин «исключительные права», используемый в Конституции США.

## Споры
Основным обоснованием государственной политики по законам об «интеллектуальной собственности» служит то, что они обеспечивают права патентообладателя (иногда единоличным патентообладателем может быть изобретатель, иногда изобретатель может быть совладельцем патента). Обоснованием патентного права является то, что оно предоставляет право отлучать других от изготовления, использования, выставления на продажу, продажи или импорта изобретения в ту страну, где оно было запатентовано.
Обоснование государственной политики по законам о товарных знаках в том, что они могут предотвратить использование другими похожей до степени смешения торговой марки, но вовсе не для того, чтобы запрещать другим производство такого же товара или продажу тех же товаров или услуг под чётко различимыми торговыми марками. Обоснование гос. политики по авторскому праву в том, что она является формой защиты, предоставляемой авторам «оригинальных авторских работ», в том числе литературных, драматических, музыкальных, художественных и некоторых других произведений интеллектуального труда, опубликованных и неопубликованных.
«Интеллектуальную собственность» можно рассматривать как временную монополию, которая защищает от использования или эксплуатации эти блага, поддерживаемую правоприменительными механизмами. Верховный Суд США часто относится к патенту как к предоставлению «ограниченной монополии». Это, однако, не соответствует применению термина «монополия» в экономическом смысле. Некоторые считают, что защита интеллектуальной собственности не может правильно рассматриваться в качестве обеспечения экономической монополии, хотя бы потому, что монополия может существовать только при наличии рынка, и при способности игрока подводить рынок к положению, в котором будут сохраняться цены выше конкурентных, что редко достигается владельцами интеллектуальной собственности.
Существуют также и более специализированные вариации беспрецедентных (лат. — sui generis) исключительных прав, таких как авторские права на шаблон печатной платы, (защищаемые Integrated Circuit Topography Act в Канадском законодательстве и Directive 87/54/EEC от 16 декабря 1986 г. по правовой защите топологий полупроводниковых продуктов в законодательстве Евросоюза), права на результаты селекции растений, права на сорта растений, права на промышленные образцы, сертификаты дополнительной защиты для фармацевтической продукции и прав на базы данных (в законодательстве Евросоюза).
Лицензии авторского права дают разрешение на какую-либо деятельность. Патентные лицензии — это декларации не делать некоторые вещи, при определённых условиях. Политика по исключительным правам в некоторых странах предоставляет для некоторых видов деятельности, не требующих каких-либо лицензий, таких как воспроизведение небольшого количества текста, правовой режим, называемый добросовестным использованием. Правовые системы некоторых стран предусматривают обязательное предоставление лицензий на определенные виды деятельности, особенно в области патентного права.
Большинство исключительных прав государство предоставляет на ограниченный промежуток времени. Таким образом, с помощью увеличения вознаграждения для авторов, изобретателей и других производителей интеллектуальных работ, общая эффективность может быть улучшена. С другой стороны, предоставление исключительных прав — отнюдь не единственный способ финансировать производство «интеллектуальной собственности» в рыночной системе. Право интеллектуальной собственности создаёт операционные издержки, которые при некоторых обстоятельствах перевешивают достижения. Одно из соображений состоит в том, что ограничение свободного повторного использования информации и идей также будет затратным, если использование наилучших из имеющихся методов для поставленной задачи или создание новых производных произведений не допускается. Не менее важно, что предоставление монопольных прав на производство приносит тяжёлые потери в экономике и поощряет поведение «паразитирования на ренте».
Патентное или авторское право защищает не физический объект как таковой, но идею, которую он воплощает. Путём запрета несанкционированного воспроизведения объекта, закон провозглашает, фактически, что физическая работа по копированию не является источником ценности объекта, и то, что ценность объекта создается автором его идеи и не может быть использована без согласия автора. Айн Рэнд, основательница объективизма, поддерживала авторские права и патенты, отметив в книге «Капитализм: Неизвестный идеал»:
Патенты и авторские права являются юридическим оформлением основы всех прав собственности: право человека на продукт своего ума. Каждый тип продуктивной работы включает в себя сочетание умственных и физических усилий: умственных и физических действий для воплощения мысли в материальной форме. Соотношение этих двух элементов варьируется в разных видах работ. На нижнем конце шкалы умственные усилия, необходимые для выполнения неквалифицированного труда минимальны. На другом конце,  законы об авторском и патентном праве подтверждают главенствующую роль умственных усилий в производстве материальных ценностей; эти законы защищают вклад разума в его чистом виде: в виде возникновения идеи. Предмет патентов и авторских прав – это интеллектуальная собственность. … Таким образом, закон установил права собственности на мысль, на то, что она принесла в существование.
С другой стороны, она утверждает, что эти формы должны быть ограничены:
Если это будет проводиться вечно, это привело бы к противоположности самого принципа, на котором это базируется, это привело бы не к заслуженной награде за достижение, а к незаслуженной поддержке паразитизма. Это стало бы, в совокупности, задержкой производства (продукции) новых (непоявившихся) поколений, которая в конечном итоге парализовала бы его. Подумайте, что бы произошло, если бы в производстве автомобиля мы должны были бы платить вознаграждения потомкам всех участвовавших в его изобретении, начиная с изобретателя колеса и выше. Наряду с невозможностью хранения таких записей, нужно учитывать случайный статус таких потомков и нереальность их незаслуженных претензий.

Основная цель сегодняшней системы авторского права — дать определенным компаниям несправедливую власть над обществом, которой они пользуются для обогащения. Сегодня копирайт дает побочный эффект содействия литературе и искусству, то есть цели, ради которой он был установлен, но делает он это с высокими издержками, которые мы покрываем своей свободой как и своими деньгами. Цель по-прежнему желанна, но мы должны добиться её при другой системе.— Ричард Столлман 

Стало модным сваливать авторские права, патенты и товарные знаки — три отдельных и различных понятия, соответствующие трем отдельным и различным системам права,— и еще десяток других законов в один котелок и называть это “интеллектуальной собственностью”. Этот искажающий и запутывающий термин получил распространение не случайно. Его поддерживали компании, которым выгодна эта путаница. Самый прямой путь из этой трясины — отказаться от этого термина полностью.<..> Термин несет необъективность, которую нетрудно заметить: он предлагает думать об авторских правах, патентах и товарных знаках по аналогии с правом собственности на физические объекты. (Эта аналогия идет вразрез с официальными доктринами авторского права, патентного права и товарных знаков, но это знают только специалисты.) На деле эти законы не очень похожи на законы о физической собственности, но употребление этого термина подводит законодателей к изменениям, которые делают эти законы более похожими друг на друга. Поскольку эти-то изменения и желательны для компаний, которым авторские права, патенты и товарные знаки дают власть, необъективность, вносимая термином “интеллектуальная собственность”, устраивает их.— Ричард Столлман 

## Расширение сущности и масштабов законодательства об интеллектуальной собственности

Расширение сроков действия исключительного права на произведение в США (предполагается, что авторы создают свои работы в 35 лет и живут 70 лет)

В последнее время наблюдается общее расширение прав интеллектуальной собственности. Это можно видеть в расширении законодательства к новым типам предметов, таким как базы данных, в регулировании новых категорий деятельности в отношении предметов, которые уже защищаются, в увеличении сроков действия, в снятии запретов и ограничений по исключительным правам, и в расширении определения «автор», — включив корпорации в качестве законных создателей и владельцев произведений. Концепция служебного произведения также имеет эффект рассмотрения корпорации или владельца бизнеса, в качестве юридического автора произведений, созданных сотрудниками.
Американская киноиндустрия помогла изменить общественную концепцию интеллектуальной собственности, породив влиятельную и хорошо финансируемую организацию, — Американскую ассоциацию кинокомпаний (MPAA). В экспертных заключениях по важным делам, лоббируемых в Конгрессе, и в своих заявлениях для общественности, MPAA последовательно выступает за сильную защиту прав интеллектуальной собственности. При выработке своих предложений, Ассоциация пользуется восприимчивостью законодателей к теории происхождения собственности из труда, согласно которой люди имеют право на имущество, которое производится их трудом. Кроме того, осведомлённость Конгресса о положении Соединенных Штатов как крупнейшего в мире производителя фильмов сделала удобным расширение понятия интеллектуальной собственности. Эта стратегия была очень эффективной, с поразительной частотой позиция поддержки Ассоциации стала преобладать. Эти доктринальные реформы утвердили дальнейшее укрепление отрасли, предоставив MPAA ещё больше силы и полномочий.
Увеличение в плане защиты особенно видны в увязке с авторским правом, которое в последнее время было предметом последовательного расширения в США и Европе, что сделало непонятным, когда же в конце концов закончится существующая защита авторского права. Автоматическое предоставление при создании или опубликовании произведения исключительных прав на многие десятки лет приводит к ситуации, когда произведение предположительно запрещено использовать без разрешения, но невозможно узнать, у кого или как такое разрешение получить.
Характер и масштабы того, что составляет «интеллектуальную собственность», также увеличились. Если посмотреть со стороны товарных знаков, это расширение было обусловлено международными усилиями по согласованию определения «товарный знак», о которых свидетельствует Соглашение по торговым аспектам прав интеллектуальной собственности. В соответствии с этим соглашением, любой знак, который «способен различать» товары или услуги одной фирмы от товаров или услуг другой фирмы, может являться товарным знаком. В соответствии с этим определением, товарные знаки, такие как лозунг Microsoft «Where do you want to go today?» («Куда вы хотите пойти сегодня?») как правило, считаются возможными для регистрации. Кроме того, важной функцией товарного знака является исключительная идентификация происхождения товаров или услуг, любой знак, который соответствует этой цели, может быть зарегистрирован в качестве товарного знака. Однако, так как эта концепция сталкивается с всё более широким использованием «нетрадиционных» товарных знаков на рынке, согласование не может достичь основополагающего расширения концепции «торговой марки».
Если посмотреть со стороны патентов, выдача патентов в некоторых странах в отношении некоторых форм жизни, программных алгоритмов, бизнес-моделей привело к нынешним спорам по поводу того, каковы должны быть рамки патентоспособности объектов.
Некоторые считают, что расширение прав интеллектуальной собственности нарушает баланс между поощрением и содействием творчеству и инновациям (с одной стороны), и передачей новых идей и творений в общественное достояние для всеобщего блага (с другой). Они считают, что так как большинство новых идей попросту производны от других идей, право интеллектуальной собственности приводит к понижению общего уровня творческих и научных достижений в обществе. Они утверждают, что расширение права интеллектуальной собственности сводит на нет инновации и конкуренцию, так как сутяжнические держатели прав интеллектуальной собственности агрессивно или бездумно стремятся защитить свои образцы. Питер Драхос (Peter Drahos) отмечал, что «Имущественные права присваивают власть над ресурсами. Когда власть предоставляется на немногие ресурсы, от которых многие зависят, небольшим усилением власти достигается множество целей. Это приводит к последствиям как для политических, так и для экономических свобод в обществе.»
Противники расширения прав интеллектуальной собственности активно поддерживают общие экономические доводы против монополий. Другие, например Федеральный судья и известный ученый-правовед Ричард Познер при соавторстве экономиста Уильяма Ландеса, в работе «Экономическая структура права интеллектуальной собственности» (Harvard Univ. Press 2003) утверждают, что творцы могут использовать идеи из защищенных авторскими правами работ до тех пор, пока это не является плагиатом — что авторское право защищает только выражение идей, а не идеи сами по себе.
В электронный век стали видны увеличивающиеся попытки использовать технические средства для ограничения копирования и использования цифровых данных (DRM). Это может иметь эффект ограничения положений о «добросовестном использовании» в авторском праве и даже может привести к отъёму прав на распространение (перепродажу, дарение) экземпляра произведения его (экземпляра) владельцем. Это позволило бы, по сути, создание книги, которая будет разрушаться после одного прочтения. Так как пользователи показали умение обходить такие меры защиты, владельцы авторских прав также успешно пролоббировали законы, такие как Digital Millennium Copyright Act (DMCA, Закон об авторском праве в цифровую эпоху) который использует уголовное законодательство, чтобы предотвратить любой обход программного обеспечения, используемого для обеспечения систем DRM. Аналогичные положения для предотвращения обхода технических средств существуют в Евросоюзе в течение некоторого времени, и в настоящее время они расширяются: например, статьями 6 и 7 Директивы ЕС 2001/29/EC «О гармонизации некоторых аспектов авторского права и смежных прав в информационном обществе». Другие примеры — Статья 7 Software Directive (Директивы по программному обеспечению 1991 года) 91/250/EEC, и Conditional Access Directive (Директива о системе условного доступа 1998 года) 98/84/EEC.
В то же время, рост Интернета, и, в частности, децентрализованных поисковых систем, таких как Kazaa и Gnutella, представляет собой вызов для политике по исключительным правам. Ассоциация звукозаписывающей индустрии Америки (RIAA), в частности, была на переднем крае борьбы против того, что она называет «пиратством». Индустрия одержала победу над некоторыми сервисами, включая широко известное дело против файлообменной компании Napster, и некоторые люди были привлечены к суду за распространение файлов, нарушающее авторское право. Однако, все более децентрализованный характер таких сетей делает всё более проблематичными судебные иски против децентрализованных поисковиков.